# Onze-Lieve-Vrouwehuisje
Het Onze-Lieve-Vrouwehuisje is op een zuil geplaatste vrijstaande Mariakapel op de Markt van 's-Hertogenbosch. De eerste vermelding van de kapel is uit 1498. In de stadsrekeningen van 's-Hertogenbosch uit 1522 komt de kapel en het ernaast staande Puthuis voor het eerst uitgebreid aan bod. De eerste bekende weergave van de kapel is het anonieme schilderij De Lakenmarkt van 's-Hertogenbosch, dat wordt gedateerd rond 1530. Omstreeks 1632 is het eerste Onze-Lieve-Vrouwehuisje afgebroken. 
In 2011 werd door de gemeente 's-Hertogenbosch besloten tot een herbouw van het Onze-Lieve-Vrouwehuisje. In 2016 is een reconstructie van het gebouw gerealiseerd. Voor het Mariabeeld werd besloten een replica te laten maken van een beeld van Meester van Koudewater, uit de tweede helft van de 15e eeuw. Het beeld heeft net zoals het origineel een geamputeerde arm. Een jaar later, in 2017, is het beeld voorzien van een nieuwe vergulde kroon en daarmee is het project afgerond.